# Caridina lanzana
Caridina lanzana е вид десетоного от семейство Atyidae.

## Разпространение
Видът е разпространен в Сомалия.